# Bahnhof Albshausen
Der Bahnhof Albshausen ist ein Durchgangsbahnhof am Streckenkilometer 5,462 der Lahntalbahn und liegt im Tarifgebiet des Rhein-Main-Verkehrsverbundes (RMV). Er befindet sich nördlich des Stadtteils Albshausen der mittelhessischen Stadt Solms und liegt nur wenige Meter vom Fluss Lahn entfernt. Früher endete außerdem die Bahnstrecke Friedrichsdorf–Albshausen im Bahnhof.

## Geschichte
Die Station wurde am 10. Januar 1863 mit der Fertigstellung des dritten Bauabschnittes der Lahntalbahn eröffnet. Im Jahr 1908 wurde eine gut 3 km lange Seilbahn von der nahegelegenen Grube Fortuna zum Bahnhof errichtet. Das dort geförderte Erz wurde mit der Bahn zu den Hochöfen im Ruhrgebiet weitertransportiert. Bis 1962 endete die Grubenbahn der am südlichen Ortsende gelegenen Erzgrube Laubach am Bahnhof, auch der 1921 stillgelegte Tagebau Schlagkatz in Oberbiel nutzte den Bahnhof als Umschlagsplatz. Von 1. November 1912 mündete im Bahnhof Albshausen die von Friedrichsdorf (Taunus) kommende Strecke in die Lahntalbahn ein. Deren Personenverkehr im nördlichen Abschnitt endete 31. Mai 1985, am 28. Mai 1988 wurde auch der Güterverkehr eingestellt. Die Strecke wurde im stillgelegten Abschnitt weitestgehend abgebaut.

## Lage/Verkehrsanbindung
Der Bahnhof Albshausen liegt am nördlichen Ortsrand des gleichnamigen Dorfes. Das ehemalige Empfangsgebäude stand von der nördlichen, dem Ort abgewandten Seite der Lahntalbahn an der Bahnhofstraße, daher erfolgt auch heute noch der Zugang zu den Bahnsteigen von dieser Seite aus. Am ehemaligen Standort des Empfangsgebäudes und der ehemaligen Laderampe wurden einige P+R-Parkplätze angelegt. Die Kreisstraße 828 kreuzt die Bahnanlagen im westlichen Bahnhofskopf, an ihr liegt in unmittelbarer Nähe die Bushaltestelle „Solms-Albshausen Bahnhof“.

## Bahnanlagen

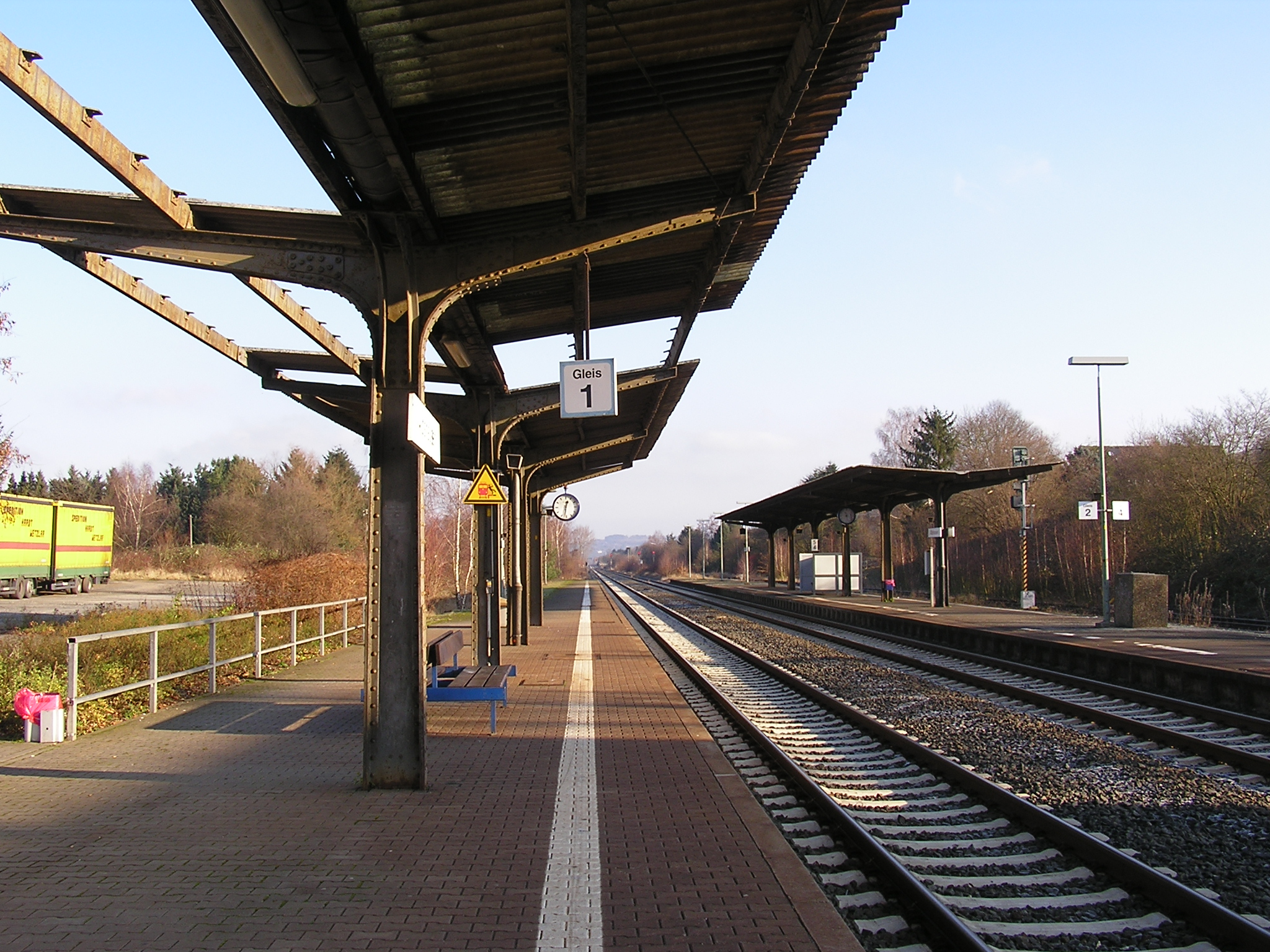
Übersicht über die Bahnanlagen im Dezember 2007, auf dem Mittelbahnsteig ist das Schild für Gleis 4 noch vorhanden.

### Empfangsgebäude
Über die Beschaffenheit eines Empfangsgebäudes bis zum Jahre 1912 konnte bislang noch keine Quelle gefunden werden. Das letzte Empfangsgebäude des Bahnhofs Albshausen lag auf der nördlichen Seite der Bahnanlagen am Hauptgleis Wetzlar – Limburg der Lahntalbahn. Es wurde im Zusammenhang mit der Eröffnung der Solmsbachtalbahn um das Jahr 1912 herum errichtet. Der genaue Zeitpunkt des bereits vor 1990 erfolgten Abrisses konnte noch nicht ermittelt werden. Das Empfangsgebäude beherbergte zeitweise ein Eisenbahn-Telegraphenamt.

### Gleise
Der Bahnhof Albshausen verfügt heute über fünf Gleise, von denen drei an Bahnsteigen liegen. Seit der Einbindung in das Zentralstellwerk in Wetzlar tragen die Gleise in offiziellen Unterlagen die Nummern 500 bis 504, wobei in Albshausen die Zählung entgegen der Regel mit dem am weitesten vom ehemaligen Empfangsgebäude entfernten Gleis beginnt. Die Streckengleise der Lahntalbahn haben somit die Nummern 503 (Richtung Wetzlar) und 504 (Richtung Limburg). Das für die Kunden am Bahnsteig so bezeichnete Gleis 1 (offiziell 504) liegt am Hausbahnsteig, die Gleise 2 (503) und 3 (502) an einem Mittelbahnsteig, der durch eine nicht barrierefreie Unterführung erreicht werden kann. (Das Gleis 3 ist allerdings am Bahnsteig nicht mit einer Nummer versehen.) Daneben liegt ein weiteres Überholgleis (501) sowie ein beidseitig angebundenes Abstellgleis (500). Obwohl zwischenzeitlich alle Gleise außer den beiden Streckengleisen gesperrt und nicht mehr befahrbar waren, wurden im August 2016 die sechs in den beiden Hauptgleisen liegenden Weichen erneuert und damit die Anlagen wieder befahrbar gemacht. Lediglich das Abstellgleis ist seitdem noch gesperrt.
Zu Zeiten seiner größten Ausdehnung verfügte der Bahnhof über neun nebeneinanderliegende Gleise, von denen vier für Zugfahrten dienten: Die Gleise 1 und 2 waren die Hauptgleise der Lahntalbahn. Das zweite Bahnsteiggleis am Mittelbahnsteig war das Gleis 4, da die Nummer 3 einem beidseitig an Gleis 4 angebundenen Abstellgleis im östlichen Bahnhofsbereich vorbehalten war. Weiter auf der dem Empfangsgebäude gegenüberliegenden Gleisseite folgte das für alle Richtungen nutzbare Güterzuggleis 5 sowie das Abstellgleis 6. Gleis 7 war das Ausziehgleis am östlichen Bahnhofskopf. Nördlich des Gleises 1 auf der Seite des Empfangsgebäudes lagen die Gleise 8 bis 14, wobei die Gleise 8 (Aufstellgleis), 9 (Ladegleis) und 10 (kurzes Kopframpengleis) im Bereich der Ortsgüteranlage lagen, die Gleise 12 (östliche Fortsetzung des Gleises 8) bis 14 im Bereich der Erzverladeanlagen. Die Gleisnummer 11 war nicht vergeben.
Für die Abwicklung des Güterverkehrs wurden eine Kopf- und Seitenrampe sowie eine 40-Tonnen-Gleiswaage genutzt.

### Stellwerke

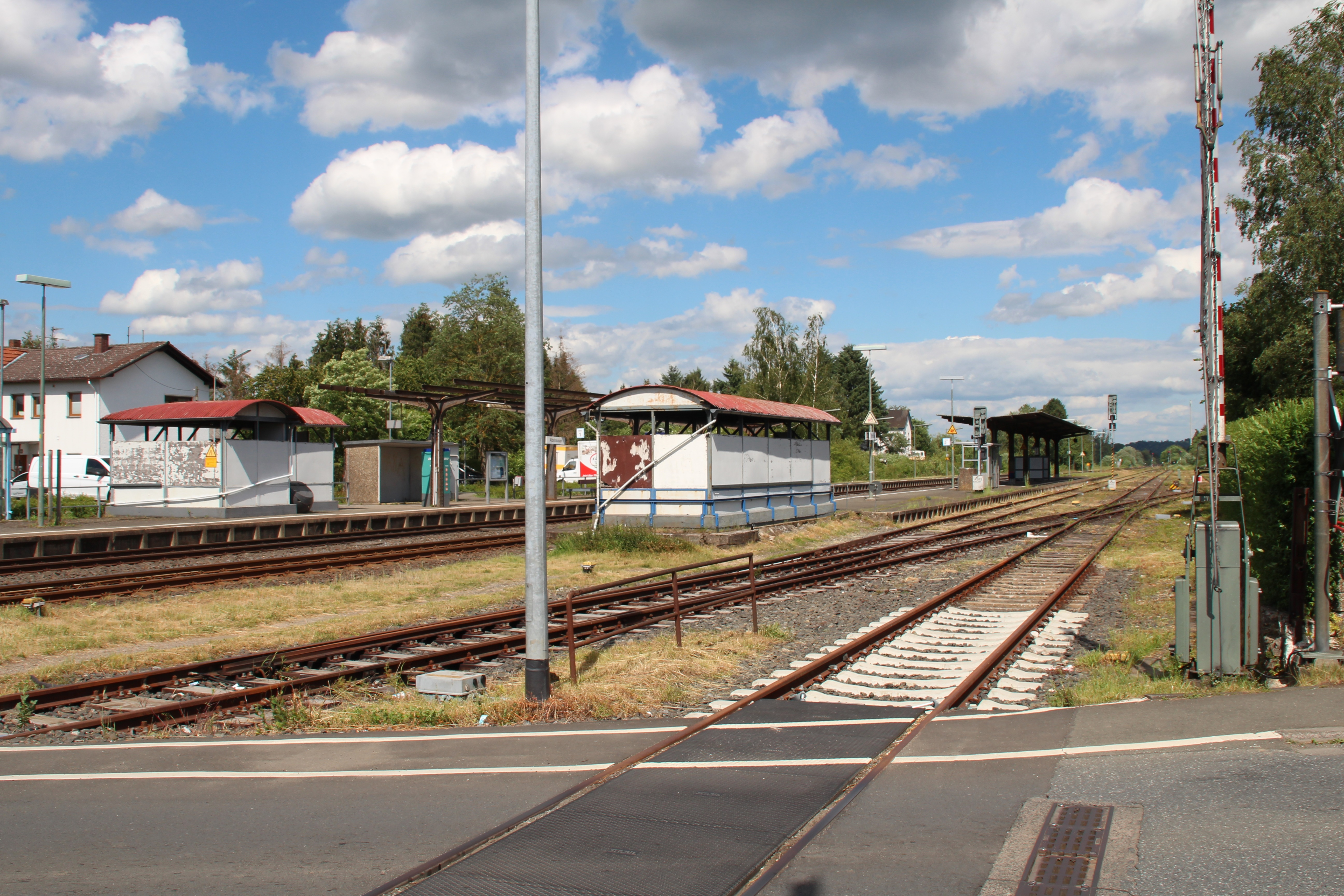
Übersicht der Anlagen vom Bahnübergang der K828 aus. In der Fortsetzung des Mittelbahnsteigs zum Bahnübergang hin stand bis 1986 das Fahrdienstleiterstellwerk Af. Standort des ehemaligen Empfangsgebäudes am Hausbahnsteig etwa dort, wo heute der Beton-Unterstand steht.

Mit der Inbetriebnahme des Relaisstellwerks „Wf“ im benachbarten Bahnhof Wetzlar im April 1986 wurde der Bahnhof Albshausen als Fernsteuerbereich in dieses integriert. Bis zu diesem Zeitpunkt wurden die Bahnanlagen durch zwei 1912 in Betrieb genommene mechanische Stellwerke bedient.

## Betrieb

### Bahn
Am Bahnhof Albshausen halten Regionalbahnen der Relation Limburg (Lahn)–Weilburg–Wetzlar–Gießen–Fulda im Stundentakt. Betreiber war bis Dezember 2011 die Deutsche Bahn. Seit dem Fahrplanwechsel 2011/2012 am 11. Dezember 2011 werden die RB-Leistungen auf diesem Abschnitt der Lahntalbahn von der Hessischen Landesbahn GmbH durchgeführt. Eingesetzt werden hierfür Triebwagen vom Typ Alstom Coradia Lint 41 (DB-Baureihe 648).
| Linie | Verlauf | Takt   |
| ----- | --- | ------ |
| RB 45 | Lahntalbahn/Vogelsbergbahn: Limburg (Lahn) – Eschhofen – Kerkerbach – Runkel – Villmar – Arfurt (Lahn) – Aumenau – Fürfurt – Gräveneck – Weilburg – Löhnberg – Stockhausen (Lahn) – Leun/Braunfels – Solms – Albshausen – Wetzlar – Dutenhofen (Kr Wetzlar) – Gießen – Gießen Licher Straße – Großen Buseck – Reiskirchen (Kr Gießen) – (Saasen – Göbelnrod –) (zweistdl) Grünberg – (Lehnheim –) (zweistdl) Mücke (Hess) – (Nieder-Ohmen –) (zweistdl) Burg- und Nieder-Gemünden – Ehringshausen (Oberhess) – Zell-Romrod – Alsfeld (Oberhess) – Lauterbach (Hess) Nord – Angersbach – Bad Salzschlirf – Großenlüder – Oberbimbach – Fulda Stand: Fahrplanwechsel Dezember 2021 | 60 min |

Die Regional-Express-Züge der DB (RE 25) fahren ohne Halt durch den Bahnhof. Für die RE-Leistungen werden Triebwagen vom Typ Alstom Coradia Lint 27 und Lint 41 (Baureihen 640 und 648) sowie Bombardier Talent (Baureihe 643) eingesetzt.

### Bus
Die Linie 185 verbindet den Albshäuser Bahnhof mit Braunfels (Haltestelle Braunfels Europaplatz) und Wetzlar (Haltestelle Wetzlar Busbahnhof, direkt am Bahnhof Wetzlar). Die Linie verkehrt werktags halbstündlich, zur Hauptverkehrszeit sogar viertelstündlich, am Wochenende nur zweistündlich.